# Charles Buddy Rogers
Charles Edward Rogers (Olathe, 13 de Agosto de 1904 - Rancho Mirage, 21 de Abril de 1999), conhecido como  Buddy Rogers, foi um ator e músico de cinema americano. Durante o auge da sua popularidade no final dos anos 1920 e início dos anos 1930, foi conhecido como "America's Boy Friend".

## Biografia
Um de seus papeis mais famosos foi Jack Powell, no filme Asas, de 1927. Nesse filme, em uma cena com Richard Arlen, interpretou aquele que é considerado o primeiro beijo gay do cinema.
Foi casado com a também atriz Mary Pickford, de 1937 até 1979, quando ela faleceu.